# Judô nos Jogos Olímpicos de Verão de 2008
As disputas de judô nos Jogos Olímpicos de Verão de 2008 foram realizadas no Ginásio da Universidade de Ciência e Tecnologia de Pequim, na China entre 9 e 15 de agosto. Catorze eventos distribuiram medalhas, sendo sete categorias para homens e sete para mulheres.

## Calendário
| Agosto | 6 | 7 | 8 | 9 | 10 | 11 | 12 | 13 | 14 | 15 | 16 | 17 | 18 | 19 | 20 | 21 | 22 | 23 | 24 |
| ------ | - | - | - | - | -- | -- | -- | -- | -- | -- | -- | -- | -- | -- | -- | -- | -- | -- | -- |
| Judô   |   |   |   | 2 | 2  | 2  | 2  | 2  | 2  | 2  |    |    |    |    |    |    |    |    |    |

|  | Dia de competição |  | Dia de final |

## Eventos

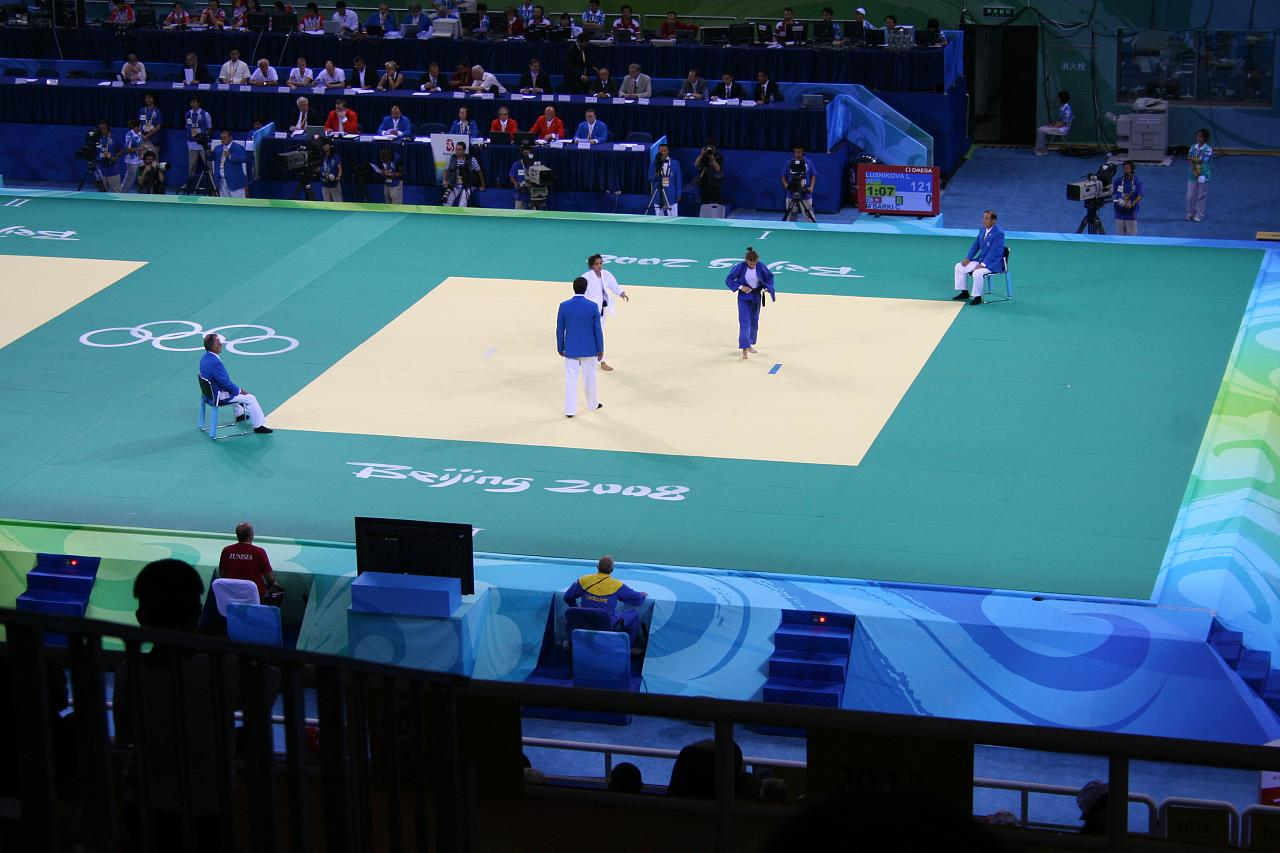
Tatame montado no Ginásio da Universidade de Ciência e Tecnologia de Pequim.

Masculino
- Até 60 kg
- Até 66 kg
- Até 73 kg
- Até 81 kg
- Até 90 kg
- Até 100 kg
- Acima de 100 kg

Feminino
- Até 48 kg
- Até 52 kg
- Até 57 kg
- Até 63 kg
- Até 70 kg
- Até 78 kg
- Acima de 78 kg

## Medalhistas
Masculino
| Evento                  | Ouro                                 | Prata                             | Bronze                                                        |
| ----------------------- | ------------------------------------ | --------------------------------- | ------------------------------------------------------------- |
| Até 60 kg detalhes      | Choi Min-ho KOR Coreia do Sul        | Ludwig Paischer AUT Áustria       | Rishod Sobirov UZB Uzbequistão Ruben Houkes NED Países Baixos |
| Até 66 kg detalhes      | Masato Uchishiba JPN Japão           | Benjamin Darbelet FRA França      | Yordanis Arencibia CUB Cuba Pak Chol-min PRK Coreia do Norte  |
| Até 73 kg detalhes      | Elnur Mammadli AZE Azerbaijão        | Wang Ki-chun KOR Coreia do Sul    | Rasul Boqiev TJK Tajiquistão Leandro Guilheiro BRA Brasil     |
| Até 81 kg detalhes      | Ole Bischof GER Alemanha             | Kim Jae-bum KOR Coreia do Sul     | Tiago Camilo BRA Brasil Roman Gontiuk UKR Ucrânia             |
| Até 90 kg detalhes      | Irakli Tsirekidze GEO Geórgia        | Amar Benikhlef ALG Argélia        | Hesham Mesbah EGY Egito Sergei Aschwanden SUI Suíça           |
| Até 100 kg detalhes     | Naidangiin Tüvshinbayar MGL Mongólia | Askhat Zhitkeyev KAZ Cazaquistão  | Movlud Miraliyev AZE Azerbaijão Henk Grol NED Países Baixos   |
| Mais de 100 kg detalhes | Satoshi Ishii JPN Japão              | Abdullo Tangriyev UZB Uzbequistão | Teddy Riner FRA França Óscar Brayson CUB Cuba                 |

Feminino
| Evento                 | Ouro                                | Prata                                 | Bronze                                                                 |
| ---------------------- | ----------------------------------- | ------------------------------------- | ---------------------------------------------------------------------- |
| Até 48 kg detalhes     | Alina Alexandra Dumitru ROU Romênia | Yanet Bermoy CUB Cuba                 | Paula Pareto ARG Argentina Ryoko Tani JPN Japão                        |
| Até 52 kg detalhes     | Xian Dongmei CHN China              | An Kum-ae PRK Coreia do Norte         | Soraya Haddad ALG Argélia Misato Nakamura JPN Japão                    |
| Até 57 kg detalhes     | Giulia Quintavalle ITA Itália       | Deborah Gravenstijn NED Países Baixos | Xu Yan CHN China Ketleyn Quadros BRA Brasil                            |
| Até 63 kg detalhes     | Ayumi Tanimoto JPN Japão            | Lucie Décosse FRA França              | Elisabeth Willeboordse NED Países Baixos Won Ok-im PRK Coreia do Norte |
| Até 70 kg detalhes     | Masae Ueno JPN Japão                | Anaysi Hernández CUB Cuba             | Ronda Rousey USA Estados Unidos Edith Bosch NED Países Baixos          |
| Até 78 kg detalhes     | Yang Xiuli CHN China                | Yalennis Castillo CUB Cuba            | Jeong Gyeong-mi KOR Coreia do Sul Stéphanie Possamaï FRA França        |
| Mais de 78 kg detalhes | Tong Wen CHN China                  | Maki Tsukada JPN Japão                | Idalys Ortiz CUB Cuba Lucija Polavder SLO Eslovênia                    |

## Quadro de medalhas
| Ordem | País                | Medalha de ouro | Medalha de prata | Medalha de bronze |    | Ordem por total |
| ----- | ------------------- | --------------- | ---------------- | ----------------- | -- | --------------- |
| 1     | JPN Japão           | 4               | 1                | 2                 | 7  | 1               |
| 2     | CHN China           | 3               |                  | 1                 | 4  | 4               |
| 3     | KOR Coreia do Sul   | 1               | 2                | 1                 | 4  | 4               |
| 4     | AZE Azerbaijão      | 1               |                  | 1                 | 2  | 9               |
| 5     | GER Alemanha        | 1               |                  |                   | 1  | 12              |
| 5     | GEO Geórgia         | 1               |                  |                   | 1  | 12              |
| 5     | ITA Itália          | 1               |                  |                   | 1  | 12              |
| 5     | MGL Mongólia        | 1               |                  |                   | 1  | 12              |
| 5     | ROU Romênia         | 1               |                  |                   | 1  | 12              |
| 10    | CUB Cuba            |                 | 3                | 3                 | 6  | 2               |
| 11    | FRA França          |                 | 2                | 2                 | 4  | 4               |
| 12    | NED Países Baixos   |                 | 1                | 4                 | 5  | 3               |
| 13    | PRK Coreia do Norte |                 | 1                | 2                 | 3  | 7               |
| 14    | ALG Argélia         |                 | 1                | 1                 | 2  | 9               |
| 14    | UZB Uzbequistão     |                 | 1                | 1                 | 2  | 9               |
| 16    | AUT Áustria         |                 | 1                |                   | 1  | 12              |
| 16    | KAZ Cazaquistão     |                 | 1                |                   | 1  | 12              |
| 18    | BRA Brasil          |                 |                  | 3                 | 3  | 7               |
| 19    | ARG Argentina       |                 |                  | 1                 | 1  | 12              |
| 19    | EGY Egito           |                 |                  | 1                 | 1  | 12              |
| 19    | SLO Eslovênia       |                 |                  | 1                 | 1  | 12              |
| 19    | USA Estados Unidos  |                 |                  | 1                 | 1  | 12              |
| 19    | SUI Suíça           |                 |                  | 1                 | 1  | 12              |
| 19    | TJK Tajiquistão     |                 |                  | 1                 | 1  | 12              |
| 19    | UKR Ucrânia         |                 |                  | 1                 | 1  | 12              |
| TOTAL | TOTAL               | 14              | 14               | 28                | 56 | —               |